# ساندي بوين
ساندي بوين (بالإنجليزية: Sandi Bowen)‏ (12 فبراير 1976 في أستراليا - ) هي لاعبة كرة طائرة أستراليا. شاركت في الألعاب الأولمبية الصيفية 2000.

## وصلات خارجية
- ساندي بوين على موقع أوليمبيديا (الإنجليزية)
- ساندي بوين على موقع اللجنة الأولمبية الأسترالية (الإنجليزية)